# Jagir
En el Imperio mogol, un jagir era un pequeño territorio otorgado por un gobernante a un jefe del ejército (llamado sardar) en reconocimiento por sus actividades militares, la entrega se hace por períodos cortos por lo general de tres años y que no se extienden más allá de su vida. La persona que recibe el jagir, llamado jagirdar, era el gobernante de esa región y recolectaba importantes ingresos mediante impuestos que le permitían mantener su familia y sus tropas. El jagirdar por lo general vivía en la corte en Delhi, manteniendo su rango y apareciendo dos veces por día ante el emperador; por ello el jagirdar prefería recibir su parte de los impuestos en moneda en vez de en especies o bienes.